# James Mitchum
James Mitchum (Los Angeles, 8 mei 1941) is een Amerikaanse acteur. Hij is de oudste zoon van Robert Mitchum en de broer van acteur Christopher Mitchum.
Hij maakte zijn filmdebuut als achtjarige in de western Colorado Territory (1949). Zijn naam verscheen voor het eerst in de filmgeneriek van Thunder Road (1958), waarin hij de jongere broer speelde van zijn vader.
James (of Jim) Mitchum is te zien in meer dan dertig films. Hij speelde vooral rollen in westerns, oorlogs- en avonturenfilms, waaronder The Victors (1963), In Harm's Way (1965), Ambush Bay (1966), The Invincible Six (1970), Moonrunners (1975), Blackout (1978) en Fatal Mission (1990). Zijn laatste rol was in Gengis Khan van Ken Annakin (1992). Na zijn carrière als acteur was hij actief als makelaar.
- Biblioteca Nacional de España: XX1257949
- Bibliothèque nationale de France: cb142075511 (data)
- Gemeinsame Normdatei: 1061561429
- International Standard Name Identifier: 0000 0000 6051 6966
- Library of Congress Control Number: no2013067621
- Virtual International Authority File: 87021135
- WorldCat: E39PBJwRRpW4Ph363mpGqCkxDq